# Emmalocera
Emmalocera é um gênero de mariposa pertencente à família Crambidae.